# Grand Prix automobile d'Australie 2006
GP précédent GP suivant

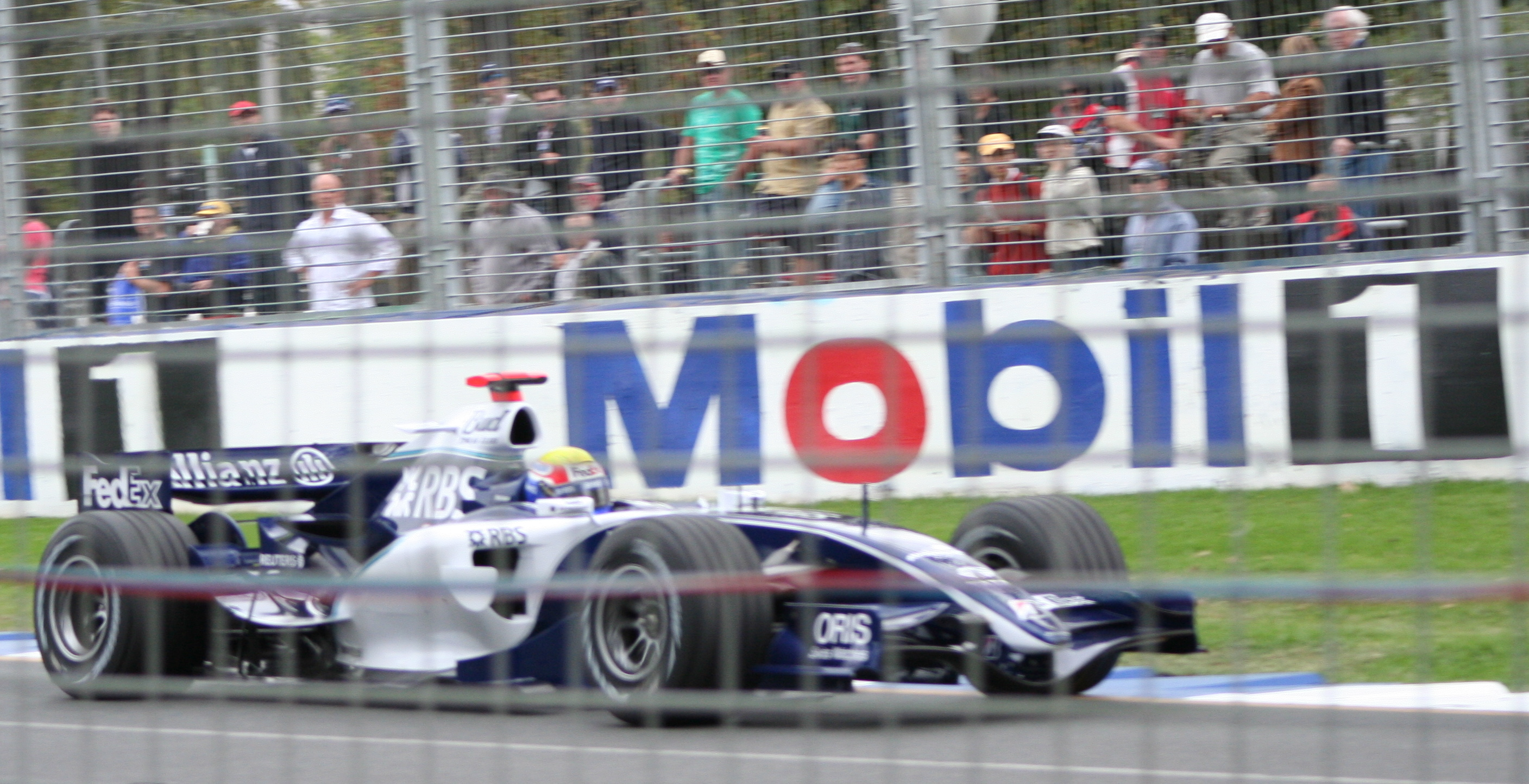
Mark Webber au GP d'Australie

Le Grand Prix automobile d'Australie 2006 (2006 Formula 1 Foster's Australian Grand Prix) est la 753e course de Formule 1 courue depuis 1950 et la troisième épreuve du championnat 2006 courue sur le Circuit de l'Albert Park autour du lac d'Albert Park, dans la banlieue de Melbourne le 2 avril 2006.
Fernando Alonso déjoue les nombreux pièges du tracé, pièges qui n'ont pas épargné Michael Schumacher, pour remporter une victoire plutôt facile.

## Essais libres

### Première séance du vendredi
| Pos. | Pilote             | Voiture          | Chrono         | Écart     |
| ---- | ------------------ | ---------------- | -------------- | --------- |
| 1    | Anthony Davidson   | Honda            | 1 min 28 s 259 |           |
| 2    | Robert Doornbos    | Red Bull-Ferrari | 1 min 28 s 559 | + 0 s 300 |
| 3    | Jacques Villeneuve | BMW Sauber       | 1 min 28 s 595 | + 0 s 336 |
| 4    | Kimi Raïkkönen     | McLaren-Mercedes | 1 min 28 s 713 | + 0 s 454 |
| 5    | Felipe Massa       | Ferrari          | 1 min 29 s 025 | + 0 s 766 |
| 6    | Michael Schumacher | Ferrari          | 1 min 29 s 041 | + 0 s 782 |

### Deuxième séance du vendredi
| Pos. | Pilote             | Voiture           | Chrono         | Écart     |
| ---- | ------------------ | ----------------- | -------------- | --------- |
| 1    | Anthony Davidson   | Honda             | 1 min 26 s 822 |           |
| 2    | Alexander Wurz     | Williams-Cosworth | 1 min 26 s 832 | + 0 s 010 |
| 3    | Robert Kubica      | BMW Sauber        | 1 min 27 s 200 | + 0 s 378 |
| 4    | Jenson Button      | Honda             | 1 min 27 s 213 | + 0 s 391 |
| 5    | Fernando Alonso    | Renault           | 1 min 27 s 443 | + 0 s 621 |
| 6    | Michael Schumacher | Ferrari           | 1 min 27 s 658 | + 0 s 836 |

### Troisième séance, le samedi
| Pos. | Pilote               | Voiture             | Chrono         | Écart     |
| ---- | -------------------- | ------------------- | -------------- | --------- |
| 1    | Nick Heidfeld        | BMW Sauber          | 1 min 35 s 335 |           |
| 2    | Jacques Villeneuve   | BMW Sauber          | 1 min 36 s 281 | + 0 s 946 |
| 3    | Vitantonio Liuzzi    | Toro Rosso-Cosworth | 1 min 36 s 373 | + 1 s 038 |
| 4    | Giancarlo Fisichella | Renault             | 1 min 36 s 414 | + 1 s 079 |
| 5    | Ralf Schumacher      | Toyota              | 1 min 36 s 445 | + 1 s 110 |
| 6    | Felipe Massa         | Ferrari             | 1 min 36 s 506 | + 1 s 171 |

## Grille de départ
| Pos. | Pilote               | Écurie              | Qualifications 3 | Qualifications 2 | Qualifications 1 |
| ---- | -------------------- | ------------------- | ---------------- | ---------------- | ---------------- |
| 1    | Jenson Button        | Honda               | 1 min 25 s 229   | 1 min 26 s 337   | 1 min 28 s 081   |
| 2    | Giancarlo Fisichella | Renault             | 1 min 25 s 635   | 1 min 26 s 196   | 1 min 27 s 765   |
| 3    | Fernando Alonso      | Renault             | 1 min 25 s 778   | 1 min 25 s 729   | 1 min 28 s 569   |
| 4    | Kimi Räikkönen       | McLaren-Mercedes    | 1 min 25 s 822   | 1 min 26 s 161   | 1 min 27 s 193   |
| 5    | Juan Pablo Montoya   | McLaren-Mercedes    | 1 min 25 s 976   | 1 min 25 s 902   | 1 min 27 s 079   |
| 6    | Ralf Schumacher      | Toyota              | 1 min 26 s 612   | 1 min 26 s 596   | 1 min 28 s 007   |
| 7    | Mark Webber          | Williams-Cosworth   | 1 min 26 s 937   | 1 min 26 s 075   | 1 min 27 s 669   |
| 8    | Nick Heidfeld        | BMW Sauber          | 1 min 27 s 579   | 1 min 26 s 014   | 1 min 27 s 796   |
| 9*   | Jacques Villeneuve   | BMW Sauber          | 1 min 29 s 239   | 1 min 26 s 714   | 1 min 28 s 460   |
| 10   | Jarno Trulli         | Toyota              | pas de temps     | 1 min 26 s 327   | 1 min 27 s 748   |
| 11   | Michael Schumacher   | Ferrari             |                  | 1 min 26 s 718   | 1 min 28 s 228   |
| 12   | David Coulthard      | Red Bull-Ferrari    |                  | 1 min 27 s 023   | 1 min 28 s 408   |
| 13   | Vitantonio Liuzzi    | Toro Rosso-Cosworth |                  | 1 min 27 s 219   | 1 min 28 s 999   |
| 14   | Christian Klien      | Red Bull-Ferrari    |                  | 1 min 27 s 591   | 1 min 28 s 757   |
| 15   | Nico Rosberg         | Williams-Cosworth   |                  | 1 min 29 s 422   | 1 min 28 s 351   |
| 16   | Felipe Massa         | Ferrari             |                  | pas de temps     | 1 min 28 s 868   |
| 17   | Rubens Barrichello   | Honda               |                  |                  | 1 min 29 s 943   |
| 18   | Christijan Albers    | Midland-Toyota      |                  |                  | 1 min 30 s 226   |
| 19   | Scott Speed          | Toro Rosso-Cosworth |                  |                  | 1 min 30 s 426   |
| 20   | Tiago Monteiro       | Midland-Toyota      |                  |                  | 1 min 30 s 709   |
| 21   | Takuma Satō          | Super Aguri-Honda   |                  |                  | 1 min 32 s 279   |
| 22   | Yuji Ide             | Super Aguri-Honda   |                  |                  | 1 min 36 s 164   |

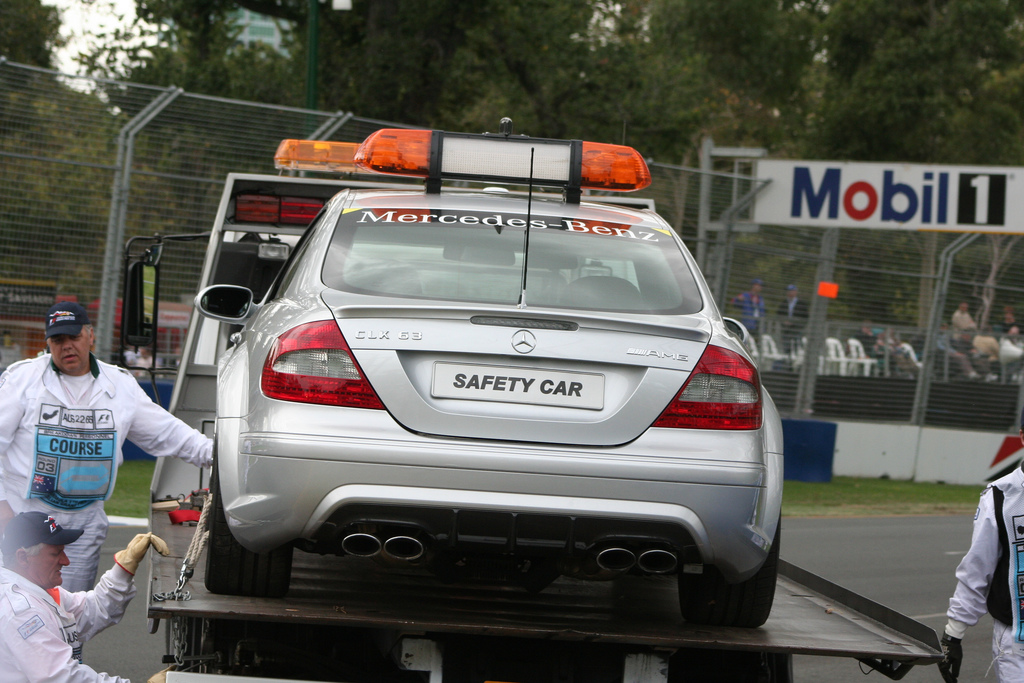
Panne de la voiture de sécurité lors des essais du vendredi

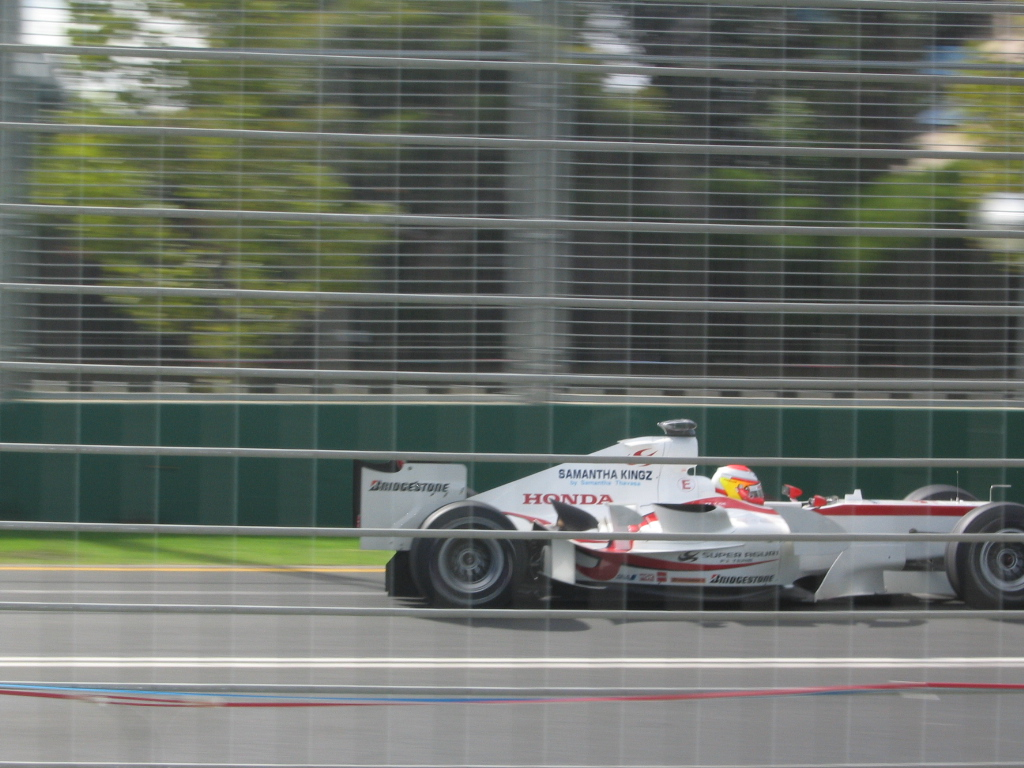
Yuji Ide, débutant en 2006, sur Super Aguri, au GP d'Australie

- Jacques Villeneuve a procédé à un changement de moteur après les essais libres de vendredi, il perd donc 10 places sur la grille et a donc commencé la course au 19e rang.

## Course

### Classement de la course
| Pos. | no | Pilote               | Écurie              | Tours | Temps/Abandon                            | Grille | Points |
| ---- | -- | -------------------- | ------------------- | ----- | ---------------------------------------- | ------ | ------ |
| 1    | 1  | Fernando Alonso      | Renault             | 57    | 1 h 34 min 27 s 870 (191,990 km/h)       | 3      | 10     |
| 2    | 3  | Kimi Räikkönen       | McLaren-Mercedes    | 57    | + 1 s 829                                | 4      | 8      |
| 3    | 7  | Ralf Schumacher      | Toyota              | 57    | + 24 s 824                               | 6      | 6      |
| 4    | 16 | Nick Heidfeld        | BMW Sauber          | 57    | + 31 s 032                               | 8      | 5      |
| 5    | 2  | Giancarlo Fisichella | Renault             | 57    | + 38 s 421                               | 2      | 4      |
| 6    | 17 | Jacques Villeneuve   | BMW Sauber          | 57    | + 49 s 554                               | 19     | 3      |
| 7    | 11 | Rubens Barrichello   | Honda               | 57    | + 51 s 904                               | 16     | 2      |
| 8    | 14 | David Coulthard      | Red Bull-Ferrari    | 57    | + 53 s 983                               | 11     | 1      |
| 9    | 21 | Scott Speed*         | Toro Rosso-Cosworth | 57    | + 1 min 18 s 817 (dont 25 s de pénalité) | 18     |        |
| 10   | 12 | Jenson Button*       | Honda               | 56    | + 1 tour/Moteur                          | 1      |        |
| 11   | 19 | Christijan Albers    | Midland-Toyota      | 56    | + 1 tour                                 | 17     |        |
| 12   | 22 | Takuma Satō          | Super Aguri-Honda   | 55    | + 2 tours                                | 21     |        |
| 13   | 23 | Yuji Ide             | Super Aguri-Honda   | 54    | + 3 tours                                | 22     |        |
| Abd. | 4  | Juan Pablo Montoya   | McLaren-Mercedes    | 46    | Électrique                               | 5      |        |
| Abd. | 18 | Tiago Monteiro       | Midland-Toyota      | 39    | Mécanique                                | 20     |        |
| Abd. | 20 | Vitantonio Liuzzi    | Toro Rosso-Cosworth | 37    | Accident                                 | 12     |        |
| Abd. | 5  | Michael Schumacher   | Ferrari             | 32    | Accident                                 | 10     |        |
| Abd. | 9  | Mark Webber          | Williams-Cosworth   | 22    | Transmission                             | 7      |        |
| Abd. | 15 | Christian Klien      | Red Bull-Ferrari    | 4     | Accident                                 | 13     |        |
| Abd. | 8  | Jarno Trulli         | Toyota              | 0     | Accident                                 | 9      |        |
| Abd. | 10 | Nico Rosberg         | Williams-Cosworth   | 0     | Accident                                 | 14     |        |
| Abd. | 6  | Felipe Massa         | Ferrari             | 0     | Accident                                 | 15     |        |

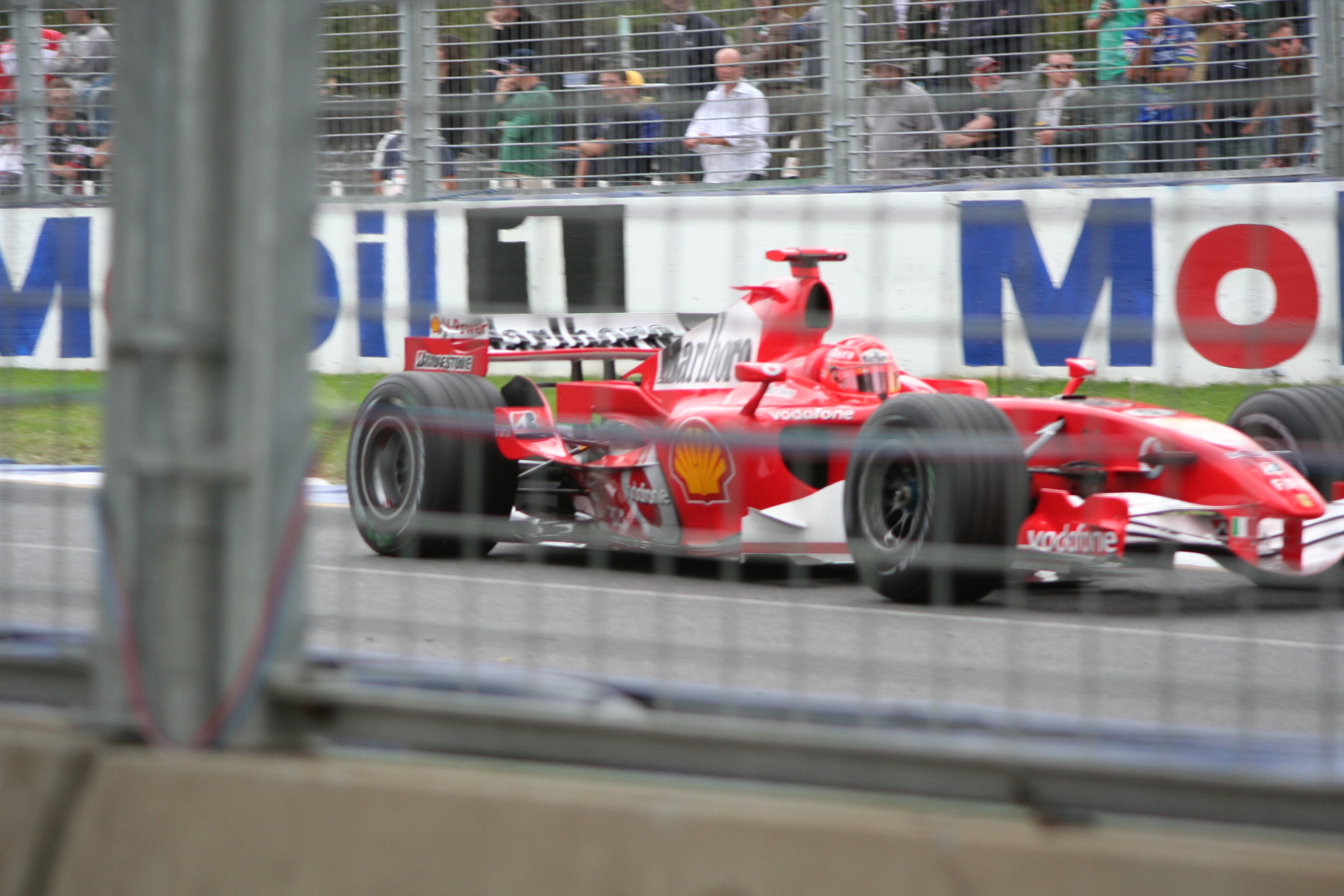
Michael Schumacher au GP d'Australie 2006

- Scott Speed a fini 8e, mais une pénalité de 25 secondes est ajoutée à son temps de course pour manque d'attention aux drapeaux jaunes. De plus, il reçoit une amende de 5 000 dollars pour écart de langage lors des commentaires d'après course.
- Jenson Button abandonne à quelques mètres de la ligne d'arrivée sur casse moteur. Son écurie lui a demandé de ne pas franchir le drapeau à damiers pour pouvoir disposer d'un moteur neuf lors de la prochaine course.

### Pole position et record du tour
- Pole position :  Jenson Button (Honda) en 1 min 25 s 229 (vitesse moyenne : 223,994 km/h)[6].
- Meilleur tour en course :  Kimi Räikkönen (McLaren-Mercedes) en 1 min 26 s 045 (vitesse moyenne : 221,870 km/h) au cinquante-septième tour[7].

### Tours en tête
- Fernando Alonso (Renault) : 51 tours (4–19 / 23–57) ;
- Jenson Button (Honda) 3 tours (1–3) ;
- Mark Webber (Williams-Cosworth) : 2 tours (21–22) ;
- Kimi Räikkönen (McLaren-Mercedes) : 1 tour (20)[8].

## Classements généraux à l'issue de la course
| Pos | Pilote               | Écurie            | Points |
| --- | -------------------- | ----------------- | ------ |
| 1   | Fernando Alonso      | Renault           | 28     |
| 2   | Giancarlo Fisichella | Renault           | 14     |
| 3   | Kimi Räikkönen       | McLaren-Mercedes  | 14     |
| 4   | Michael Schumacher   | Ferrari           | 11     |
| 5   | Jenson Button        | Honda             | 11     |
| 6   | Juan Pablo Montoya   | McLaren-Mercedes  | 9      |
| 7   | Ralf Schumacher      | Toyota            | 7      |
| 8   | Nick Heidfeld        | BMW Sauber        | 5      |
| 9   | Jacques Villeneuve   | BMW Sauber        | 5      |
| 10  | Felipe Massa         | Ferrari           | 4      |
| 11  | Mark Webber          | Williams-Cosworth | 3      |
| 12  | Nico Rosberg         | Williams-Cosworth | 2      |
| 13  | Rubens Barrichello   | Honda             | 2      |
| 14  | Christian Klien      | Red Bull-Ferrari  | 1      |
| 15  | David Coulthard      | Red Bull-Ferrari  | 1      |

| Pos | Écurie            | Points |
| --- | ----------------- | ------ |
| 1   | Renault           | 42     |
| 2   | McLaren-Mercedes  | 23     |
| 3   | Ferrari           | 15     |
| 4   | Honda             | 13     |
| 5   | BMW Sauber        | 10     |
| 6   | Toyota            | 7      |
| 7   | Williams-Cosworth | 5      |
| 8   | Red Bull-Ferrari  | 2      |

## Statistiques
Le Grand Prix d'Australie 2006 représente :
- La 3e pole position pour Jenson Button.
- La 10e victoire pour Fernando Alonso.
- La 28e victoire pour Renault en tant que constructeur.
- La 108e victoire pour Renault en tant que motoriste.